# Dongxing
Dongxing (东兴市S, DōngxīngP) è una città-contea della Cina, situata nella regione autonoma di Guangxi e amministrata dalla prefettura di Fangchenggang.